# Samenstelling Belgische Senaat 1929-1932
De lijst van leden van de Belgische Senaat van 1929 tot 1932. De Senaat telde toen 154 zetels. Op 26 mei 1929 werden 93 senatoren rechtstreeks verkozen. Het nationale kiesstelsel was in die periode gebaseerd op algemeen enkelvoudig stemrecht voor alle mannelijke Belgen van 21 jaar en ouder, volgens een systeem van evenredige vertegenwoordiging op basis van de Methode-D'Hondt, gecombineerd met een districtenstelsel. Daarnaast waren er ook 40 provinciale senatoren, aangeduid door de provincieraden en 20 gecoöpteerde senatoren. Tevens was er een senator van rechtswege. 
De legislatuur liep van 12 november 1929 tot 14 september 1932. Tijdens deze legislatuur waren achtereenvolgens de regering-Jaspar III (december 1929 - juni 1931), de regering-Renkin I (juni 1931 - mei 1932), de regering-Renkin II (mei - oktober 1932) en de regering-De Broqueville III (oktober - december 1932) in functie, telkens meerderheden van katholieken en liberalen. De oppositie bestond dus uit de socialisten, de Vlaams-nationalisten en de landbouwpartij UPA.

## Samenstelling
| Begin legislatuur (1929) | Begin legislatuur (1929) | Begin legislatuur (1929) | Begin legislatuur (1929) | Begin legislatuur (1929) | Begin legislatuur (1929) | Einde legislatuur (1932) | Einde legislatuur (1932) | Einde legislatuur (1932) |
| Fractie                  | Fractie                  | Rechtstr.                | Prov.                    | Gec.                     | Tot.                     | Fractie                  | Fractie                  | Zetels                   |
| ------------------------ | ------------------------ | ------------------------ | ------------------------ | ------------------------ | ------------------------ | ------------------------ | ------------------------ | ------------------------ |
|                          | Katholieken              | 41                       | 19                       | 10                       | 70                       |                          | Katholieken              | 71                       |
|                          | Socialisten              | 36                       | 12                       | 7                        | 55                       |                          | Socialisten              | 55                       |
|                          | Liberalen                | 13                       | 7                        | 3                        | 23                       |                          | Liberalen                | 22                       |
|                          | Vlaams-nationalisten     | 3                        | 1                        | 0                        | 4                        |                          | Vlaams-nationalisten     | 4                        |
|                          | UPA                      | 0                        | 1                        | 0                        | 1                        |                          | UPA                      | 1                        |

Wijzigingen in fractiesamenstelling:
- In 1931 neemt de liberaal Léon Guinotte (provinciaal senator) ontslag. Zijn opvolger wordt de katholiek Octave Leduc.

## Lijst van de senatoren
| Senator                         | Partij             | Aanduiding                   | Kieskring                                   | Provincie       | Opmerkingen |
| ------------------------------- | ------------------ | ---------------------------- | ------------------------------------------- | --------------- | --- |
| Jean-Joseph De Clercq           | Katholiek          | Rechtstreeks gekozen senator | Antwerpen                                   | -               | Vervangt vanaf 13 januari 1931 de overleden Alphonse Ryckmans. Ryckmans was ondervoorzitter tot aan zijn dood op 3 januari 1931.       |
| Jozef Nolf                      | Katholiek          | Rechtstreeks gekozen senator | Antwerpen                                   | -               | |
| Louis Michielsens               | Katholiek          | Rechtstreeks gekozen senator | Antwerpen                                   | -               | |
| Léon Dens                       | Liberaal           | Rechtstreeks gekozen senator | Antwerpen                                   | -               | |
| Alfred Cools                    | Socialist          | Rechtstreeks gekozen senator | Antwerpen                                   | -               | Vervangt vanaf 10 januari 1932 de overleden Pierre Spillemaeckers. Daarvoor was hij tot 9 januari 1932 provinciaal senator.            |
| Jean Longville                  | Socialist          | Rechtstreeks gekozen senator | Antwerpen                                   | -               | |
| Pierre Van Berckelaer           | Socialist          | Rechtstreeks gekozen senator | Antwerpen                                   | -               | |
| Karel Dessain                   | Katholiek          | Rechtstreeks gekozen senator | Mechelen-Turnhout                           | -               | |
| François du Four                | Katholiek          | Rechtstreeks gekozen senator | Mechelen-Turnhout                           | -               | |
| Paul Lamborelle                 | Liberaal           | Rechtstreeks gekozen senator | Mechelen-Turnhout                           | -               | Vervangt vanaf 13 september 1932 de overleden Gustave Jansen.                                                                          |
| Edmond Van Dieren               | Vlaams-nationalist | Rechtstreeks gekozen senator | Mechelen-Turnhout                           | -               | |
| Joseph Van Roosbroeck           | Socialist          | Rechtstreeks gekozen senator | Mechelen-Turnhout                           | -               | Secretaris. |
| Paul Crokaert                   | Katholiek          | Rechtstreeks gekozen senator | Brussel                                     | -               | |
| Victor Waucquez                 | Katholiek          | Rechtstreeks gekozen senator | Brussel                                     | -               | |
| Edouard Du Bost                 | Katholiek          | Rechtstreeks gekozen senator | Brussel                                     | -               | Secretaris tot 3 februari 1931, ondervoorzitter vanaf 3 februari 1931 en voorzitter van de commissie Justitie.                         |
| Léon de Steenhault de Waerbeek  | Katholiek          | Rechtstreeks gekozen senator | Brussel                                     | -               | |
| Albert Carnoy                   | Katholiek          | Rechtstreeks gekozen senator | Brussel                                     | -               | |
| Fernand Demets                  | Liberaal           | Rechtstreeks gekozen senator | Brussel                                     | -               | |
| Octave Dierckx                  | Liberaal           | Rechtstreeks gekozen senator | Brussel                                     | -               | |
| Armand Huysmans                 | Liberaal           | Rechtstreeks gekozen senator | Brussel                                     | -               | |
| Alphonse Huisman-Van den Nest   | Liberaal           | Rechtstreeks gekozen senator | Brussel                                     | -               | Secretaris. |
| Hubert Paulsen                  | Socialist          | Rechtstreeks gekozen senator | Brussel                                     | -               | |
| Pierre Lalemand                 | Socialist          | Rechtstreeks gekozen senator | Brussel                                     | -               | |
| Julien Houben                   | Socialist          | Rechtstreeks gekozen senator | Brussel                                     | -               | Vervangt vanaf 29 juli 1931 de overleden Jean Baeck.                                                                                   |
| Guillaume Solau                 | Socialist          | Rechtstreeks gekozen senator | Brussel                                     | -               | |
| Louis Verheyden                 | Katholiek          | Rechtstreeks gekozen senator | Leuven                                      | -               | |
| Edouard Descamps                | Katholiek          | Rechtstreeks gekozen senator | Leuven                                      | -               | Ondervoorzitter. |
| Désiré Vande Moortele           | Socialist          | Rechtstreeks gekozen senator | Leuven                                      | -               | |
| Auguste Mattagne                | Katholiek          | Rechtstreeks gekozen senator | Nijvel                                      | -               | |
| Jules Hans                      | Socialist          | Rechtstreeks gekozen senator | Nijvel                                      | -               | Vervangt vanaf 13 november 1929 de overleden Jules Genard.                                                                             |
| Victor Van Hoestenberghe        | Katholiek          | Rechtstreeks gekozen senator | Brugge                                      | -               | Vervangt vanaf 13 november 1929 de overleden Albéric Ruzette.                                                                          |
| Arthur Verbrugge                | Socialist          | Rechtstreeks gekozen senator | Brugge                                      | -               | |
| Edouard Van Vlaenderen          | Socialist          | Rechtstreeks gekozen senator | Veurne-Diksmuide-Oostende                   | -               | |
| Albert de Spot                  | Katholiek          | Rechtstreeks gekozen senator | Veurne-Diksmuide-Oostende                   | -               | |
| Michel Aerbeydt                 | Katholiek          | Rechtstreeks gekozen senator | Roeselare-Tielt                             | -               | Vervangt vanaf 13 januari 1931 Charles Gillès de Pelichy, die om gezondheidsredenen ontslag neemt.                                     |
| Jan Mahieu Liebaert             | Katholiek          | Rechtstreeks gekozen senator | Roeselare-Tielt                             | -               | |
| Henri Dewaele                   | Socialist          | Rechtstreeks gekozen senator | Roeselare-Tielt                             | -               | |
| Gaston Gustave Bossuyt          | Katholiek          | Rechtstreeks gekozen senator | Kortrijk-Ieper                              | -               | Verkozen op een dissidente christendemocratische lijst.                                                                                |
| Gilbert Mullie                  | Katholiek          | Rechtstreeks gekozen senator | Kortrijk-Ieper                              | -               | Voorzitter van de commissie Landbouw.                                                                                                  |
| Gustave Bruneel de la Warande   | Katholiek          | Rechtstreeks gekozen senator | Kortrijk-Ieper                              | -               | |
| Joseph Coole                    | Socialist          | Rechtstreeks gekozen senator | Kortrijk-Ieper                              | -               | |
| Hector Cuelenaere               | Katholiek          | Rechtstreeks gekozen senator | Gent-Eeklo                                  | -               | |
| Amand Casier de ter Beken       | Katholiek          | Rechtstreeks gekozen senator | Gent-Eeklo                                  | -               | |
| Henri de Kerchove d'Exaerde     | Katholiek          | Rechtstreeks gekozen senator | Gent-Eeklo                                  | -               | |
| Maurice August Lippens          | Liberaal           | Rechtstreeks gekozen senator | Gent-Eeklo                                  | -               | |
| Charles Hannick                 | Socialist          | Rechtstreeks gekozen senator | Gent-Eeklo                                  | -               | |
| Rudolf Vercammen                | Socialist          | Rechtstreeks gekozen senator | Gent-Eeklo                                  | -               | |
| Louis de Brouchoven de Bergeyck | Katholiek          | Rechtstreeks gekozen senator | Dendermonde-Sint-Niklaas                    | -               | |
| Alfons Hebbinckuys              | Katholiek          | Rechtstreeks gekozen senator | Dendermonde-Sint-Niklaas                    | -               | Vervangt vanaf 13 september 1932 de overleden Henri Libbrecht.                                                                         |
| Albéric Van Stappen             | Katholiek          | Rechtstreeks gekozen senator | Dendermonde-Sint-Niklaas                    | -               | Vervangt vanaf 25 maart 1931 de overleden Georges Vilain XIIII.                                                                        |
| Pierre Van Fleteren             | Socialist          | Rechtstreeks gekozen senator | Dendermonde-Sint-Niklaas                    | -               | |
| Joseph De Clercq                | Katholiek          | Rechtstreeks gekozen senator | Oudenaarde-Aalst                            | -               | Quaestor vanaf 11 november 1930. |
| Hilaire Gravez                  | Vlaams-nationalist | Rechtstreeks gekozen senator | Oudenaarde-Aalst                            | -               | |
| Gomar Van de Wiele              | Liberaal           | Rechtstreeks gekozen senator | Oudenaarde-Aalst                            | -               | |
| Guillaume Denauw                | Socialist          | Rechtstreeks gekozen senator | Oudenaarde-Aalst                            | -               | |
| Henri de la Barre d'Erquelinnes | Katholiek          | Rechtstreeks gekozen senator | Bergen-Zinnik                               | -               | |
| Pol-Clovis Boël                 | Liberaal           | Rechtstreeks gekozen senator | Bergen-Zinnik                               | -               | Voorzitter van de commissie Openbare Werken en Economische Zaken.                                                                      |
| François Quinchon               | Socialist          | Rechtstreeks gekozen senator | Bergen-Zinnik                               | -               | |
| Vincent Volckaert               | Socialist          | Rechtstreeks gekozen senator | Bergen-Zinnik                               | -               | Quaestor en voorzitter van de commissie Koloniën.                                                                                      |
| Jules Dufrane                   | Socialist          | Rechtstreeks gekozen senator | Bergen-Zinnik                               | -               | |
| Georges Goffin                  | Socialist          | Rechtstreeks gekozen senator | Doornik-Aat                                 | -               | |
| Emile Calonne                   | Socialist          | Rechtstreeks gekozen senator | Doornik-Aat                                 | -               | |
| Maurice Houtart                 | Katholiek          | Rechtstreeks gekozen senator | Doornik-Aat                                 | -               | |
| Georges Croquet                 | Liberaal           | Rechtstreeks gekozen senator | Charleroi-Thuin                             | -               | |
| René de Dorlodot                | Katholiek          | Rechtstreeks gekozen senator | Charleroi-Thuin                             | -               | |
| Eugène Derbaix                  | Katholiek          | Rechtstreeks gekozen senator | Charleroi-Thuin                             | -               | Voorzitter van de commissie Kunsten en Wetenschappen.                                                                                  |
| Albert François                 | Socialist          | Rechtstreeks gekozen senator | Charleroi-Thuin                             | -               | |
| Léon Matagne                    | Socialist          | Rechtstreeks gekozen senator | Charleroi-Thuin                             | -               | |
| Emile Mousty                    | Socialist          | Rechtstreeks gekozen senator | Charleroi-Thuin                             | -               | |
| Émile Demoulin                  | Socialist          | Rechtstreeks gekozen senator | Charleroi-Thuin                             | -               | |
| Paul Berryer                    | Katholiek          | Rechtstreeks gekozen senator | Luik                                        | -               | Voorzitter van de commissie Binnenlandse Zaken en Volksgezondheid.                                                                     |
| Joseph van Zuylen               | Katholiek          | Rechtstreeks gekozen senator | Luik                                        | -               | |
| Emile Digneffe                  | Liberaal           | Rechtstreeks gekozen senator | Luik                                        | -               | |
| Valère Henault                  | Socialist          | Rechtstreeks gekozen senator | Luik                                        | -               | |
| Charles Van Belle               | Socialist          | Rechtstreeks gekozen senator | Luik                                        | -               | Secretaris. |
| Alfred Laboulle                 | Socialist          | Rechtstreeks gekozen senator | Luik                                        | -               | |
| Remy Damas                      | Socialist          | Rechtstreeks gekozen senator | Luik                                        | -               | |
| Fernand Lebeau                  | Socialist          | Rechtstreeks gekozen senator | Hoei-Borgworm                               | -               | Vervangt vanaf 13 november 1929 de overleden Alfred Lion.                                                                              |
| Ghislain Dochen                 | Liberaal           | Rechtstreeks gekozen senator | Hoei-Borgworm                               | -               | |
| André Simonis                   | Katholiek          | Rechtstreeks gekozen senator | Verviers                                    | -               | |
| Léonard Ohn                     | Socialist          | Rechtstreeks gekozen senator | Verviers                                    | -               | |
| Ferdinand Portmans              | Katholiek          | Rechtstreeks gekozen senator | Hasselt-Tongeren-Maaseik                    | -               | |
| Georges Meyers                  | Katholiek          | Rechtstreeks gekozen senator | Hasselt-Tongeren-Maaseik                    | -               | |
| Paul Cartuyvels                 | Katholiek          | Rechtstreeks gekozen senator | Hasselt-Tongeren-Maaseik                    | -               | |
| Simon Lindekens                 | Vlaams-nationalist | Rechtstreeks gekozen senator | Hasselt-Tongeren-Maaseik                    | -               | |
| Paul de Moffarts                | Katholiek          | Rechtstreeks gekozen senator | Aarlen-Marche-Bastenaken-Neufchâteau-Virton | -               | |
| Léon du Bus de Warnaffe         | Katholiek          | Rechtstreeks gekozen senator | Aarlen-Marche-Bastenaken-Neufchâteau-Virton | -               | Quaestor vanaf 3 februari 1931. |
| Daniel Clesse                   | Socialist          | Rechtstreeks gekozen senator | Aarlen-Marche-Bastenaken-Neufchâteau-Virton | -               | |
| Eugène de Mevius                | Katholiek          | Rechtstreeks gekozen senator | Namen-Dinant-Philippeville                  | -               | |
| Albert d'Huart                  | Katholiek          | Rechtstreeks gekozen senator | Namen-Dinant-Philippeville                  | -               | Quaestor tot 3 februari 1931 en secretaris vanaf 3 februari 1931.                                                                      |
| Gabriel Hicguet                 | Liberaal           | Rechtstreeks gekozen senator | Namen-Dinant-Philippeville                  | -               | Quaestor en vanaf 15 november 1929 voorzitter van de liberale fractie.                                                                 |
| Barthélémy Molet                | Socialist          | Rechtstreeks gekozen senator | Namen-Dinant-Philippeville                  | -               | Vervangt vanaf 13 november 1929 Edouard Ronvaux, die provinciaal senator wordt.                                                        |
| Henri Disière                   | Socialist          | Rechtstreeks gekozen senator | Namen-Dinant-Philippeville                  | -               | |
| Hector Lebon                    | Katholiek          | Provinciaal senator          | -                                           | Antwerpen       | Secretaris. |
| Robert d'Ursel                  | Katholiek          | Provinciaal senator          | -                                           | Antwerpen       | |
| Jan Van Mierlo                  | Vlaams-nationalist | Provinciaal senator          | -                                           | Antwerpen       | |
| Georges Barnich                 | Socialist          | Provinciaal senator          | -                                           | Antwerpen       | |
| Gaston Fromont                  | Socialist          | Provinciaal senator          | -                                           | Antwerpen       | Vervangt vanaf 23 februari 1932 Alfred Cools, die rechtstreeks gekozen senator wordt.                                                  |
| Daniel Leyniers                 | Katholiek          | Provinciaal senator          | -                                           | Brabant         | |
| Cyrille Van Overbergh           | Katholiek          | Provinciaal senator          | -                                           | Brabant         | |
| Gaston Philips                  | Katholiek          | Provinciaal senator          | -                                           | Brabant         | Vervangt vanaf 10 december 1930 de overleden Auguste de Becker Remy. De Becker Remy was quaestor tot aan zijn dood op 6 november 1930. |
| Emile Vinck                     | Socialist          | Provinciaal senator          | -                                           | Brabant         | Quaestor. |
| Leopold Beosier                 | Socialist          | Provinciaal senator          | -                                           | Brabant         | |
| Paul Henricot                   | Liberaal           | Provinciaal senator          | -                                           | Brabant         | |
| Alfred Leurquin                 | Liberaal           | Provinciaal senator          | -                                           | Brabant         | |
| Alfons Van Coillie              | Katholiek          | Provinciaal senator          | -                                           | West-Vlaanderen | |
| Edmond Depontieu                | Katholiek          | Provinciaal senator          | -                                           | West-Vlaanderen | |
| Camille Lammertijn              | Katholiek          | Provinciaal senator          | -                                           | West-Vlaanderen | |
| Edgard Missiaen                 | Socialist          | Provinciaal senator          | -                                           | West-Vlaanderen | Vervangt vanaf 25 mei 1932 de overleden Gustave Martens.                                                                               |
| Gustaaf Eylenbosch              | Katholiek          | Provinciaal senator          | -                                           | Oost-Vlaanderen | |
| Léon Thienpont                  | Katholiek          | Provinciaal senator          | -                                           | Oost-Vlaanderen | |
| Romain Moyersoen                | Katholiek          | Provinciaal senator          | -                                           | Oost-Vlaanderen | |
| Frans Toch                      | Socialist          | Provinciaal senator          | -                                           | Oost-Vlaanderen | |
| Victor Van Cauteren             | Liberaal           | Provinciaal senator          | -                                           | Oost-Vlaanderen | Vervangt vanaf 16 februari 1932 André de Kerchove de Denterghem, die ambassadeur wordt.                                                |
| Adrien Hulin                    | Katholiek          | Provinciaal senator          | -                                           | Henegouwen      | |
| Octave Leduc                    | Katholiek          | Provinciaal senator          | -                                           | Henegouwen      | Vervangt vanaf 27 oktober 1931 Léon Guinotte(Liberaal), die om beroepsredenen ontslag neemt.                                           |
| Albert Asou                     | Liberaal           | Provinciaal senator          | -                                           | Henegouwen      | |
| Jules Lekeu                     | Socialist          | Provinciaal senator          | -                                           | Henegouwen      | Voorzitter van de commissie Landsverdediging.                                                                                          |
| Alfred Danhier                  | Socialist          | Provinciaal senator          | -                                           | Henegouwen      | |
| Jules Casterman                 | Socialist          | Provinciaal senator          | -                                           | Henegouwen      | |
| Georges Polet                   | Katholiek          | Provinciaal senator          | -                                           | Luik            | |
| Charles Magnette                | Liberaal           | Provinciaal senator          | -                                           | Luik            | Senaatsvoorzitter en voorzitter van de commissie Buitenlandse Zaken.                                                                   |
| Guillaume Joachim               | Socialist          | Provinciaal senator          | -                                           | Luik            | |
| Henri La Fontaine               | Socialist          | Provinciaal senator          | -                                           | Luik            | Ondervoorzitter en voorzitter van de commissie Financiën. Tevens voorzitter van de socialistische fractie.                             |
| Edouard Janssens                | Katholiek          | Provinciaal senator          | -                                           | Limburg         | |
| Pierre Beckers                  | Katholiek          | Provinciaal senator          | -                                           | Limburg         | |
| Armand Schotsmans               | Katholiek          | Provinciaal senator          | -                                           | Limburg         | |
| Henry Delvaux de Fenffe         | Katholiek          | Provinciaal senator          | -                                           | Luxemburg       | |
| Hubert Pierlot                  | Katholiek          | Provinciaal senator          | -                                           | Luxemburg       | |
| Carlos Jabon                    | UPA                | Provinciaal senator          | -                                           | Luxemburg       | |
| Léon Legrand                    | Katholiek          | Provinciaal senator          | -                                           | Namen           | |
| Edouard Ronvaux                 | Socialist          | Provinciaal senator          | -                                           | Namen           | |
| Ernest Duchateau                | Liberaal           | Provinciaal senator          | -                                           | Namen           | |
| Charles de Broqueville          | Katholiek          | Gecoöpteerd senator          | -                                           | -               | |
| Arthur Ligy                     | Katholiek          | Gecoöpteerd senator          | -                                           | -               | Secretaris. |
| Paul Segers                     | Katholiek          | Gecoöpteerd senator          | -                                           | -               | Voorzitter van de commissie Vervoer en de commissie PTT en vanaf 19 november 1929 voorzitter van de katholieke fractie.                |
| Pieter-Jan Broekx               | Katholiek          | Gecoöpteerd senator          | -                                           | -               | |
| Georges Rutten                  | Katholiek          | Gecoöpteerd senator          | -                                           | -               | |
| Georges Limage                  | Katholiek          | Gecoöpteerd senator          | -                                           | -               | |
| Alphonse Ferminne               | Katholiek          | Gecoöpteerd senator          | -                                           | -               | Vervangt vanaf 19 januari 1932 de overleden Fernand Golenvaux.                                                                         |
| Henri Duchatel                  | Katholiek          | Gecoöpteerd senator          | -                                           | -               | |
| Paul Tschoffen                  | Katholiek          | Gecoöpteerd senator          | -                                           | -               | |
| Armand Hubert                   | Katholiek          | Gecoöpteerd senator          | -                                           | -               | Voorzitter van de commissie Nijverheid, Arbeid en Sociale Voorzorg.                                                                    |
| Lucien Beauduin                 | Liberaal           | Gecoöpteerd senator          | -                                           | -               | |
| Maurice Despret                 | Liberaal           | Gecoöpteerd senator          | -                                           | -               | |
| Jules Ingenbleek                | Liberaal           | Gecoöpteerd senator          | -                                           | -               | Vervangt vanaf 8 juli 1931 de overleden Maurice Vauthier.                                                                              |
| Louis de Brouckère              | Socialist          | Gecoöpteerd senator          | -                                           | -               | |
| Marie Janson                    | Socialist          | Gecoöpteerd senator          | -                                           | -               | |
| Corneille Mertens               | Socialist          | Gecoöpteerd senator          | -                                           | -               | |
| Pierre Diriken                  | Socialist          | Gecoöpteerd senator          | -                                           | -               | |
| Arthur Jauniaux                 | Socialist          | Gecoöpteerd senator          | -                                           | -               | |
| August Vermeylen                | Socialist          | Gecoöpteerd senator          | -                                           | -               | |
| Prosper De Bruyn                | Socialist          | Gecoöpteerd senator          | -                                           | -               | |
| Leopold van België              | -                  | Senator van rechtswege       | -                                           | -               | |